# Wilhelm Unger (Künstler)

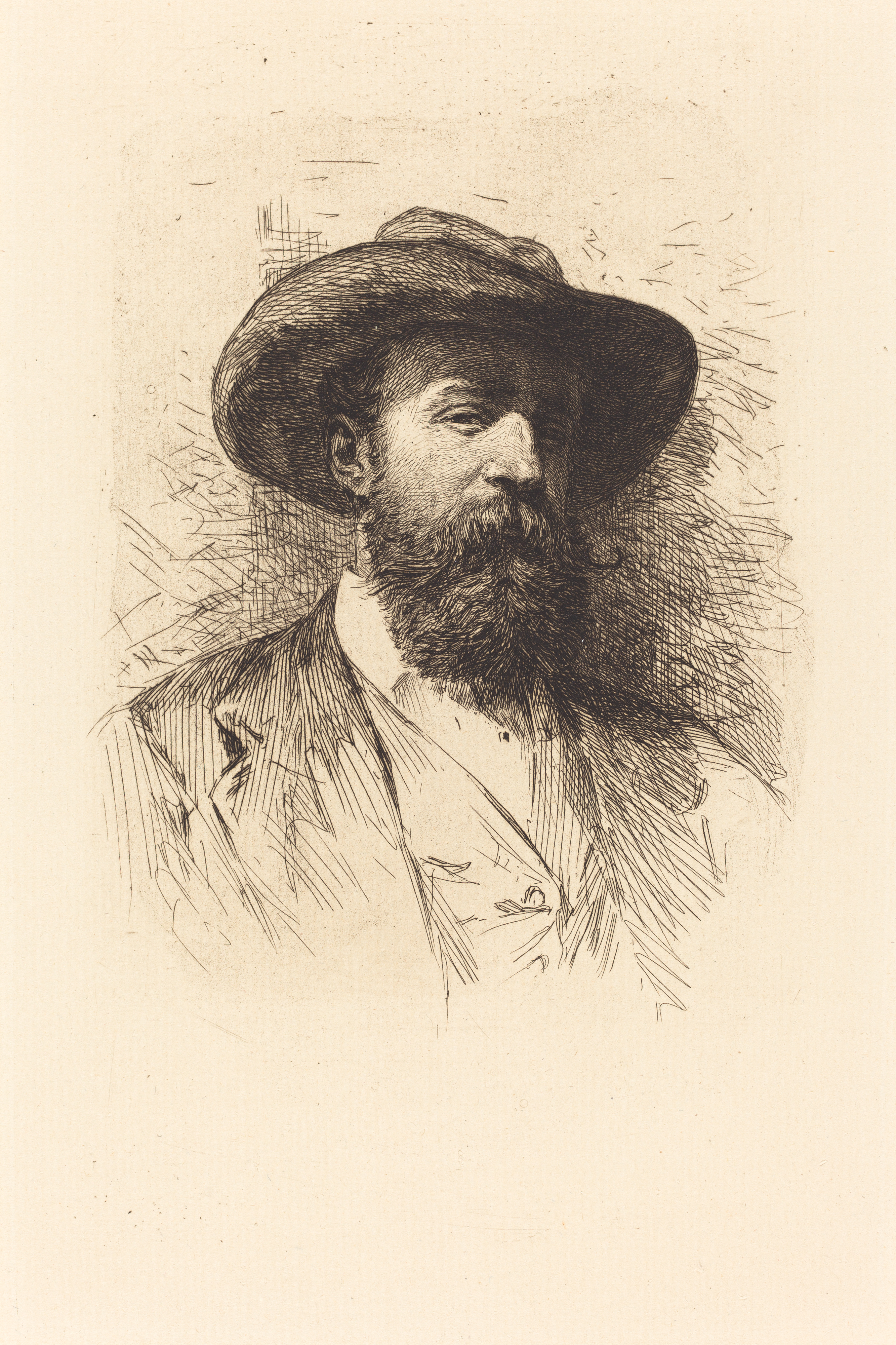
Wilhelm Unger, Selbstportrait

Christian Wilhelm Jacob Unger (* 25. Februar 1775 in Kirchlotheim; † 18. August 1855 in Neustrelitz) war ein deutscher Miniaturmaler, Kupferstecher, Scherenschnittkünstler und Lithograf.

## Leben

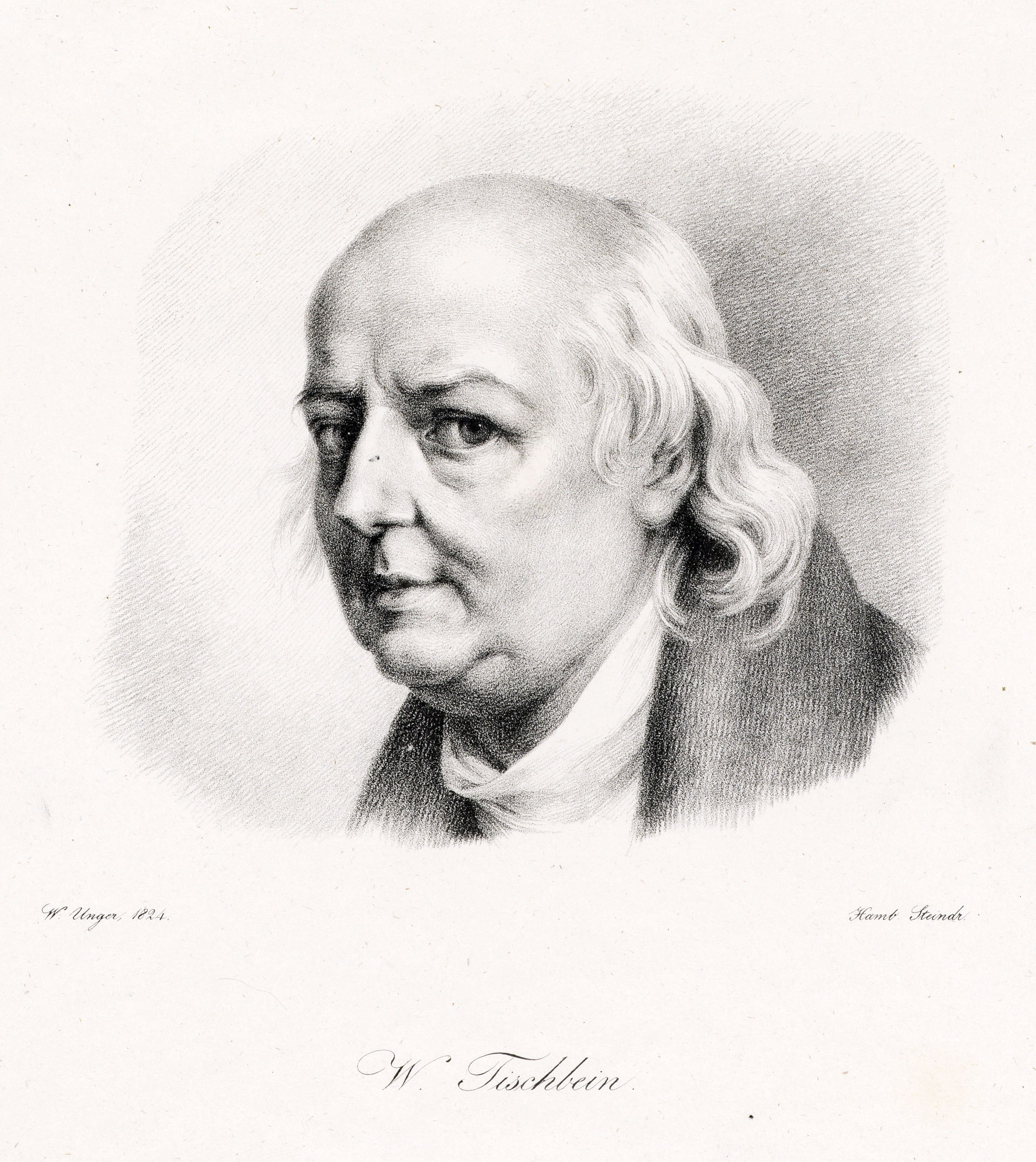
Porträt seines Onkels Wilhelm Tischbein, 1824

Wilhelm Unger, zur Unterscheidung vom namensgleichen Sohn und Enkel auch Wilhelm I. Unger, war ein Sohn des Schulmeisters und Organisten Johannes Unger und seiner Frau Luise, geb. Tischbein. Er studierte bei seinem Onkel Johann Heinrich Tischbein (d. J.) an der  Kunstakademie Kassel und war vornehmlich als Kupferstecher tätig. 1795 erfolgte seine Berufung zum Hofmaler des Fürsten Friedrich von Waldeck in Arolsen. Dieser schickte ihn zur weiteren Ausbildung nach Paris, wo er 1795 bis 1798 beim Miniaturmaler Jean-Baptiste Isabey lernte.
1799 bis 1801 arbeitete Unger als Lehrer an der von seinem Onkel Wilhelm Tischbein in Göttingen gegründeten Zeichenakademie für Damen. Von 1801 bis 1806 war er mit Wilhelm Tischbein in Hamburg. Von November 1806 bis Ende 1815 war er erneut in Paris.
Er wurde 1816/17 Lehrer für Miniaturmalerei an der Kunstakademie Kassel und 1817 Hofmaler in Neustrelitz bei seiner ehemaligen Kasseler Schülerin Marie von Hessen-Kassel, nun Großherzogin von Mecklenburg-Strelitz. Im März 1820 wurde Unger zum Professor an der Kunstakademie Kassel ernannt.